# Dvorac Gotala u Gotalovcu
Dvorac obitelji Gotala u Gotalovcu bio je kaštel koji je pregrađen u dvorac, a srušen početkom 20. stoljeća. Bio je utvrđen. Nalazio se na južnoj padini Ivanščice. 
Bio je dio obrambenog sustava Hrvatsko-Ugarske koji se gradio u 13. stoljeću izgrađenog na obroncima Žumberačkog i Samoborskog gorja, Medvednici, Ivanščici i uz tokove rijeka Sutle i Kupe. U sastav obrambenog lanca ušli su i brojni kašteli. Kad su potkraj 17. i početkom 18. st. izgubili nekadašnju vojnu ulogu, napušten je veliki broj utvrda, a kašteli su pretvoreni u dvorce. Gotalovečki dvorac doživio je tu sudbinu.

## Vanjske poveznice
- Darko Antolković Gotalovec